# جوني فوكس
جوني فوكس (بالإنجليزية: Johnny Fox)‏ هو فلاح وسياسي أيرلندي، ولد في 5 أبريل 1948، وتوفي في 17 مارس 1995. حزبياً، نشط في فيانا فايل. في الانتخابات العمومية الإيرلندية 1992 ‏، انتخب نائب دييل عن دائرة Wicklow (Dáil constituency) ‏ وقد انضم خلال فترته النيابية ‏ (14 ديسمبر 1992 – 17 مارس 1995) للكتلة البرلمانية مستقل.